# Cahua
Cahua es un caserío peruano ubicado en el distrito de Manás, perteneciente a la provincia de Cajatambo del departamento de Lima, al centro oeste del Perú. 

## Ubicación
Cahua se ubica al oeste de la provincia de Cajatambo, en el distrito de Manás, en el departamento de Lima.

## Demografía
En 2017 Cahua tenía una población de 364 habitantes y 143 viviendas.
| Gráfica de evolución demográfica de Cahua entre 1993 y 2017 |
|                                                             |
| Fuentes: Población 1993 y 2017                              |